# Ken Aspromonte
Kenneth Joseph Aspromonte dit Ken Aspromonte, né le 22 septembre 1931 à Brooklyn (New York), est un ancien joueur et manager américain de baseball. Il évolue comme joueur de deuxième base en ligue majeure entre 1957 et 1963 avant d'évoluer trois saisons au Japon (1964-1966) puis devient manager en ligue majeure de 1972 à 1974 avec les Cleveland Indians.

## Carrière

### Joueur
Recruté comme agent libre amateur en 1950 par les Boston Red Sox, il est champion de la Pacific Coast League en 1957 avec le club école des Red Sox, les San Francisco Seals. Il affiche une moyenne au bâton de 0,338 et est logiquement appelé en ligue majeure la saison suivante. Echanges et draft d'expansion (1961) lui font porter les couleurs de six franchises différentes en sept ans, avec deux séjours à Cleveland, soit une moyenne d'un transfert par saison. Ce grand voyageur franchit même l'Océan Pacifique pour terminer sa carrière de joueur au Japon, où il joue trois saisons, pour deux formations.

### Entraîneur
Aspromonte commence sa carrière d'entraîneur en 1968 en devenant manager du club école rookie de l'organisation des Cleveland Indians, les Sarasota Indians. Gravissant les échelons de la hiérarchie, il est à la tête de l'équipe de Triple-A des Wichita Aeros en 1970 et 1971. Son bon travail de formateur est assombri pas des résultats assez moyens : 67 victoires pour 73 défaites en 1970, 66-74 en 1971. Il est toutefois nommé manager des Cleveland Indians en 1972. 
Sous la conduite d'Aspromonte, les Indians restent poussifs avec, au mieux, une quatrième place dans la poule Est de la Ligue américaine en 1974. Malgré un bilan de 77 victoires pour 85 défaites, les Indians attire plus d'un million de spectateurs au Cleveland Stadium ; C'est l'affluence record au Cleveland Stadium entre 1959 et 1986. Le bon début de saison explique ce regain d'engouement. A la mi-saison, les Indians sont en tête avec 45 victoires pour 35 défaites, mais l'été 1974 est catastrophique.
Son contrat n'est pas renouvelé par les Indians, et Aspromonte met un terme à sa carrière sportive et travaille dans les relations publiques à Las Vegas avant de devenir distributeur de la marque de bière Coors dans la région de Houston à partir de 1975.